# Джабат
Джабат (Тебат) (англ. Jabat, Jabot, Jabwot, марш. Jebat [tʲɛ͡ʌbˠɑtˠ]) — остров в Тихом океане в составе цепи Ралик (Маршалловы Острова).

## География

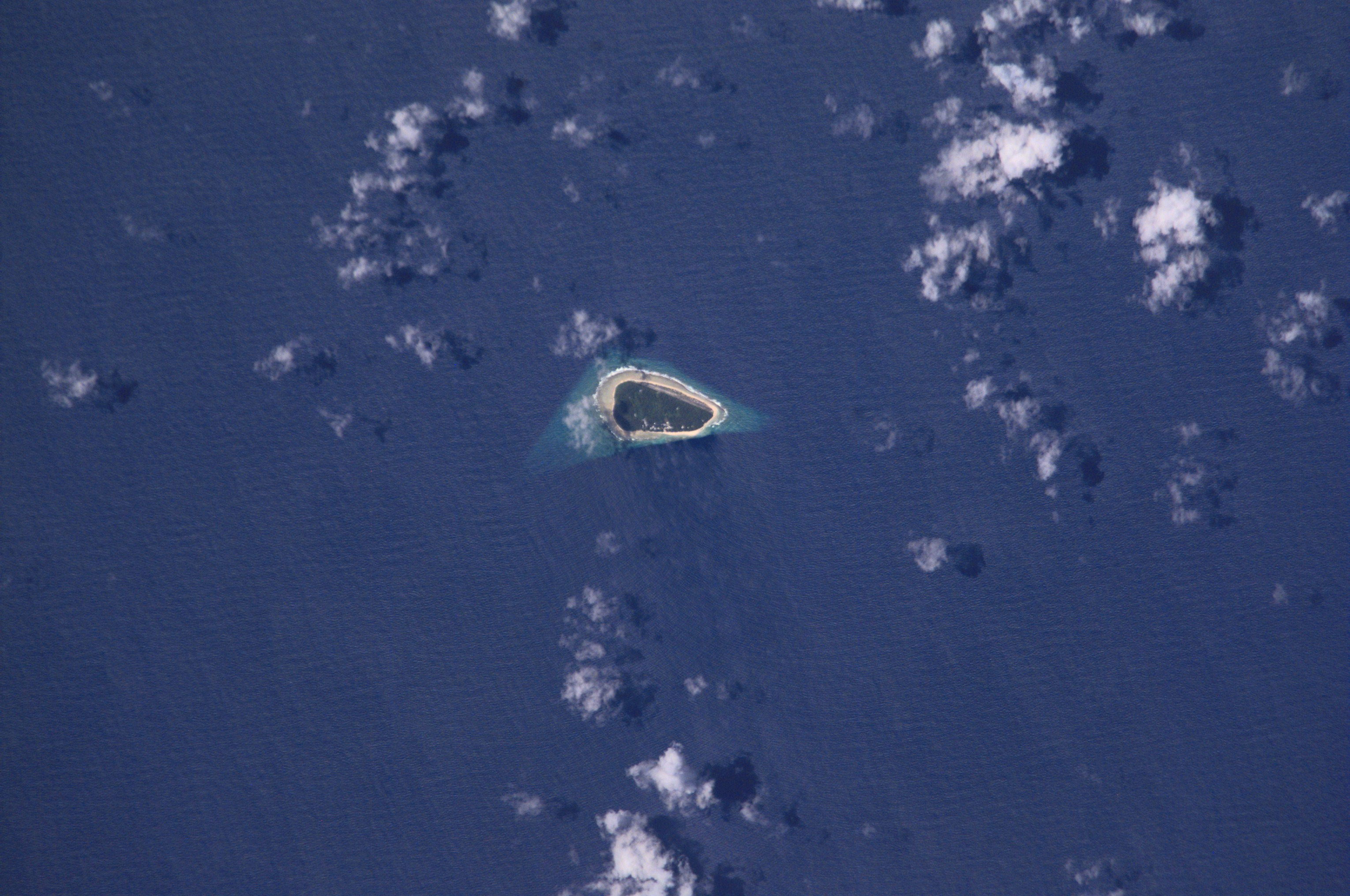
Космический снимок острова

В отличие от других Маршалловых островов Джабат представляет собой не атолл, а поднятый коралловый остров, у которого отсутствует лагуна. Остров расположен примерно в 12 км к северо-востоку от атолла Аилинглаплап. Ближайший материк, Австралия, расположен в 3400 км.
Длина острова составляет около 1,1 км, ширина — 0,52 км. Площадь Джабата составляет 0,57 км². Из растительности на атолле преобладают кокосовые пальмы, которые выращиваются на местных плантациях для производства копры.
Климат на Джабате тропический. Случаются разрушительные циклоны.

## История
Согласно мифологическим представлениям маршалльцев остров был создан богом Лова.
Джабат был впервые «открыт» 12 сентября 1855 года. Это сделал американский капитан Данн.
В 1860-х годах на Маршалловых островах стали появляться первые германские торговцы копрой, а в 1874 году Испания официально объявила о своих притязаниях на архипелаг. 22 октября 1885 года Маршалловы острова были проданы Испанией Германии, которая управляла архипелагом через Джалуитскую компанию. Официально германский протекторат над островами был установлен 13 сентября 1886 года. С 1 апреля 1906 года все острова архипелага были в составе Германской Новой Гвинеи, подчиняясь окружному офицеру Каролинских островов. В 1914 году Маршалловы острова были захвачены японцами. В 1922 году острова стали мандатной территорией Лиги Наций под управлением Японии. С 1947 года архипелаг стал частью Подмандатной территорией Тихоокеанские острова под управлением США. В 1979 году Маршалловы острова получил ограниченную автономию, а в 1986 году с США был подписан Договор о свободной ассоциации, согласно которому США признавали независимость Республики Маршалловы Островов. С тех пор Джабат — часть Республики Маршалловы Острова.

## Население
В 2011 году численность населения атолла составляла 84 человек. Джабат образует один из 33 муниципалитетов Маршалловых Островов. В нижней палате парламента страны (марш. Nitijela) остров представляет один депутат.